# Томас Д'Алесандро (молодший)
Томас Д'Алесандро-молодший (англ. Thomas D'Alesandro Jr. ; (1 серпня 1903 , Балтимор  — 23 серпня 1987 , Балтимор )) — американський державний і політичний діяч. Працював у Палаті представників США від 3-го виборчого округу Меріленда (1939—1947), а потім мером Балтімора (1947—1959). Був батьком першої жінки-спікера Палати представників США Ненсі Патрісії Пелосі та політика Томаса Д'Алесандро, який також був мером Балтімора.

## Біографія
Народився в Балтіморі 1 серпня 1903 року в родині Марії Антонії Петронілли (уродженої Фоппіані) та Томмазо Д'Алесандро. Його батько народився в Монтенеродомо, Абруццо, Італія, а мати народилася в Балтіморі в сім'ї вихідців із Генуї, Лігурія. Томас Д'Алесандро навчався у Бізнес-коледжі Калверта у Балтіморі. Перед тим як розпочати політичну кар'єру, працював брокером зі страхування та нерухомості.
З 1926 по 1933 рік працював у Палаті делегатів Меріленду, будучи членом Демократичної партії США. Проживав в Аннаполісі, коли був призначений генеральним заступником збирача податкових надходжень, з 1933 по 1934 рік обіймав цю посаду. З 1935 по 1938 рік був членом міської ради Балтімора. Потім його обрали до Конгресу США, де він працював з 3 січня 1939 до своєї відставки 16 травня 1947 року. Перебуваючи в Конгресі США, рішуче підтримував Хілеля Кука і Комітет політичної дії, створений для того, щоб оскаржити політику адміністрації Франкліна Делано Рузвельта з питання про єврейських біженців під час Голокосту, а потім лобіювати проведення політики проти британського контролю над Палестиною.
Після служби в Конгресі США працював мером Балтімора з травня 1947 по травень 1959. Працював у Федеральній раді з повторних переговорів з 1961 по 1969 рік після призначення президентом США Джоном Кеннеді.

### Політична кампанія
У 1954 році був сильним претендентом на посаду губернатора Меріленда, але вибув з передвиборної гонки після того, як була встановлена його причетність до отримання грошових коштів від Домініка Піраччі, власника гаража, визнаного винним у шахрайстві і змові з метою перешкодити правосуддю. Домінік Піраччі був батьком Марджі Піраччі Д'Алессандро, дружини Томаса Д'Алессандро III. Пізніше Томас Д'алесандро-молодший був виправданий: йому так і не було пред'явлено звинувачення.
Після зняття кандидатури з виборів Томас Д'алесандро негласно підтримав голову Мерілендського університету в коледж-парку Керлі Берда, який програв вибори, набравши 45,5 % голосів проти 54,5 % у Теодора МакКелдина, діючого голови Республіканської партії США у Меріленді і попередника Томаса Д Алесандро на посаді мера Балтімора. У 1958 році Томас Д'алесандро балотувався в Сенат США, намагаючись здобути перемогу над республіканцем Джеймсом Гленном Біллом, але спочатку йому довелося витратити кошти і час на перемогу над постійним суперником Джорджем Махоні на праймеріз Демократичної партії. Потім Томас Д'алесандро провів політичну кампанію, але в підсумку програв Джеймсу Гленну Біллу.
В 1959 Гарольд Греді здобув перемогу над Томасом Д'Алесандро в боротьбі за посаду мера Балтімора.

### Ретроспективний аналіз
У 2017 році, намагаючись протистояти зусиллям Ненсі Пелосі з видалення статуй конфедератів із залів Конгресу США, консерватори зазначили, що в 1948 році Томас Д'Алесандро відкрив пам'ятник Томасу Джексону і Роберту Лі, будучи на посаді мера Балтімора разом з губернатором Мері. Його син Томас Д'Алесандро III, який обіймав посаду мера Балтімора з 1967 по 1971 рік, сказав про свого батька: "Все його життя було політикою. Він не був тим, кого ви назвали б полум'яним лібералом, але він був прогресивним ".

## Особисте життя
Томас Д'Алесандро був одружений з Аннунсіате («Ненсі») Ломбарді (1909—1995). У пари було шестеро дітей, п'ятеро синів та дочка:
- Томас Людвіг Джон Д'Алесандро III (1929—2019) був мером Балтімора з 1967 по 1971 рік;
- Ніколас Д'Алесандро (1930—1934);
- Франклін Делано Рузвельт Д'Алесандро (1933—2007), який служив в армії США;
- Гектор Джозеф Д'Алесандро (1935—1995);
- Джозеф Томас Д'Алесандро (1937—2004);
- Ненсі Патрісія Д'Алесандро Пелосі (1940), член Палати представників США від Каліфорнії, яка була лідером меншості Палати представників у період з 2003 по 2007 рік і з 2011 по 2019 рік, а також на посаді спікера палати з 4 січня 2007 року по 3 січня 2011 року і знову з 3 січня 2019 року до теперішнього часу[16].

Томас Д'Алесандро помер 23 серпня 1987 року в Балтіморі, штат Меріленд.